# Évêque de Salisbury
L'évêque de Salisbury est un prélat de l'Église d'Angleterre. Il est à la tête du diocèse de Salisbury, dans la province de Cantorbéry, et son siège est la cathédrale de Salisbury. Cet évêché trouve ses origines dans le diocèse de Sherborne, créé en 705 et définitivement installé à Salisbury en 1227.

## Histoire

Les diocèses d'Angleterre au Xe siècle.

Le diocèse de Sherborne est fondé vers 705 par Aldhelm. Il s'étend à l'origine sur tout le Sud-Ouest de l'Angleterre, correspondant aux comtés de Cornouailles, Devon, Somerset et Dorset. Les Cornouailles en sont détachées au IXe siècle pour former un diocèse séparé. Après la mort de l'évêque Asser en 908 ou 909, il est divisé en trois sièges correspondant aux trois comtés restants : Crediton pour le Devon, Wells pour le Somerset, et Sherborne ne conservant que le Devon.

L'évêque Herman de Ramsbury devient également titulaire du siège de Sherborne en 1058. Il unifie les deux diocèses et déplace leur siège à Old Sarum en 1075, à la suite du concile de Londres. 

## Liste des évêques de Salisbury

### Siège à Sherborne
| Début          | Fin              | Nom           | Remarques                                      |
| -------------- | ---------------- | ------------- | ---------------------------------------------- |
| 705/706        | 710              | Aldhelm       | Mort le 25 mai 710.                            |
| 710            | 737 ?            | Forthhere     |                                                |
| 736            | 766 × 774 ?      | Herewald      |                                                |
| 766 × 774      | 789 × 794 ?      | Æthelmod      |                                                |
| 793            | 796 × 801 ?      | Denefrith     |                                                |
| 793 × 801      | 816 × 825 ?      | Wigberht      |                                                |
| vers 817       | 867              | Eahlstan      |                                                |
| 867/868        | 871              | Heahmund      | Tué à la bataille de Meretun.                  |
| 871 × 877      | 879 × 889        | Æthelheah     |                                                |
| 879 × 889      | 890 × 900        | Wulfsige Ier  | Peut-être transféré à Londres.                 |
| 890 × 900      | 908/909          | Asser         |                                                |
| vers 910       | vers 910 ?       | Æthelweard    |                                                |
| vers 910       | vers 910 × 925 ? | Wærstan       |                                                |
| vers 910 × 925 | vers 910 × 925 ? | Æthelbald     |                                                |
| vers 910 × 925 | 933/934 ?        | Sigehelm      |                                                |
| 933/934        | 939 × 943 ?      | Alfred        |                                                |
| 939 × 943      | 958 × 964 ?      | Wulfsige II   |                                                |
| 958 × 964      | 978              | Ælfwold Ier   |                                                |
| 978/979        | 991 × 993        | Æthelsige Ier |                                                |
| 993            | 1002             | Wulfsige III  | Mort le 8 janvier 1002. Considéré comme saint. |
| 1002           | 1011/1012        | Æthelric      |                                                |
| 1011/1012      | après 1014 ?     | Æthelsige II  |                                                |
| 1014 × 1017    | 1014 × 1017 ?    | Brihtwine Ier |                                                |
| 1017           | 1023             | Ælfmær        | Peut-être mort le 5 avril 1023.                |
| 1023           | 1045             | Brihtwine II  | Peut-être mort le 2 juin 1045.                 |
| 1045           | après 1062       | Ælfwold II    |                                                |
| après 1062     | 1075             | Herman        | Mort le 20 février ou le 21 mars 1078.         |
| Sources :      |                  |               |                                                |

### Siège à Old Sarum
- 1075-1078 : Herman
- 1078-1099 : Osmond de Sées
- 1099-1102 : Vacant
- 1102-1139 : Roger de Salisbury
- 1140 : Henri de Sully (élu)
- 1140-1141 : Philippe de Harcourt (élection annulée)
- 1142-1184 : Jocelin de Bohon
- 1184-1188 : Vacant
- 1188-1194 : Hubert Walter
- 1194-1217 : Herbert Poore
- 1217-1225 : Richard Poore

### Siège à Salisbury
- 1225-1229 : Richard Poore
- 1229-1246 : Robert de Bingham
- 1246-1256 : William d'York
- 1256-1262 : Giles de Bridport
- 1263-1271 : Walter de la Wyle
- 1274-1284 : Robert Wickhampton
- 1284-1287 : Walter Scammell
- 1287-1288 : Henry Brandeston
- 1288 : Lawrence d'Awkeburne (élu, mort avant son sacre)
- 1288-1291 : William de la Corner
- 1291-1297 : Nicholas Longespee
- 1297-1315 : Simon de Gand
- 1315-1330 : Roger Martival
- 1330-1375 : Robert Wyvil
- 1375-1388 : Ralph Ergham
- 1388-1395 : John Waltham
- 1395-1407 : Richard Mitford
- 1407-1408 : Nicholas Bubwith
- 1408-1417 : Robert Hallam
- 1417-1427 : John Chandler
- 1427-1438 : Robert Neville
- 1438-1450 : William Ayscough
- 1450-1482 : Richard Beauchamp
- 1482-1485 : Lionel Woodville
- 1485-1493 : Thomas Langton
- 1493-1500 : John Blyth
- 1500-1501 : Henry Deane
- 1501-1524 : Edmund Audley
- 1524-1534 : Lawrence Campejus
- 1535-1539 : Nicholas Shaxton
- 1539-1557 : John Salcott
- 1557-1558 : William Petow (nommé par Paul IV, se voit refuser l'entrée du royaume par Marie Ire)
- 1558 : Francis Mallet (nommé par Marie Ire, jamais sacré)
- 1559-1571 : John Jewel
- 1571-1577 : Edmund Gheast
- 1577-1589 : John Piers
- 1589-1591 : Vacant
- 1591-1598 : John Coldwell
- 1598-1614 : Henry Cotton
- 1614-1618 : Robert Abbot
- 1618-1620 : Martin Fotherby
- 1620-1621 : Robert Thompson
- 1621-1641 : John Davenant
- 1641-1660 : Brian Duppa
- 1660-1663 : Humphrey Henchman
- 1663-1665 : John Earle
- 1665-1667 : Alexander Hyde
- 1667-1689 : Seth Ward
- 1689-1715 : Gilbert Burnet
- 1715-1722 : William Talbot
- 1722-1723 : Richard Willis
- 1723-1734 : Benjamin Hoadly
- 1734-1748 : Thomas Sherlock
- 1748-1757 : John Gilbert
- 1757-1761 : John Thomas senior
- 1761 : Robert Hay Drummond
- 1761-1766 : John Thomas junior
- 1766-1782 : John Hume
- 1782-1791 : Shute Barrington
- 1791-1807 : John Douglas
- 1807-1825 : John Fisher
- 1825-1837 : Thomas Burgess (évêque)
- 1837-1854 : Edward Denison
- 1854-1869 : Walter Kerr Hamilton
- 1869-1885 : George Moberly
- 1885-1911 : John Wordsworth
- 1911-1921 : Frederick Edward Ridgeway
- 1921-1935 : St. Clair Donaldson
- 1936-1949 : Neville Lovett
- 1949-1963 : William Louis Anderson
- 1963-1973 : Joseph Fison
- 1973-1982 : George Reindorp
- 1982-1993 : John Austin Baker
- 1993-2011 : David Stancliffe
- 2011-2021 : Nicholas Holtam
- 2022-     : Stephen Lake